# カステルヌオーヴォ・マグラ
カステルヌオーヴォ・マグラ（伊: Castelnuovo Magra）は、イタリア共和国リグーリア州ラ・スペツィア県にある、人口約8,400人の基礎自治体（コムーネ）。

## 地理

### 位置・広がり
ラ・スペツィア県南東部に所在する。

#### 隣接コムーネ
隣接するコムーネは以下の通り。括弧内のMSはマッサ＝カッラーラ県所属を示す。
- フォズディノーヴォ (MS)
- ルーニ
- サルザーナ

### 地震分類
イタリアの地震リスク階級 (it) では、3 に分類される
。

## 行政

### 分離集落
カステルヌオーヴォ・マグラには、以下の分離集落（フラツィオーネ）がある。
- Colombiera, Molicciara, Palvotrisia, Vallecchia, Canale, Marciano, Mulino del Piano, Centro Storico